# Anigrus encelada
Anigrus encelada är en insektsart som beskrevs av Ronald Gordon Fennah 1958. Anigrus encelada ingår i släktet Anigrus och familjen Meenoplidae. Inga underarter finns listade i Catalogue of Life.